# Джонсвіль (Луїзіана)
Джонсвіль (англ. Jonesville) — місто (англ. town) в США, в окрузі Катаула штату Луїзіана. Населення — 1728 осіб (2020). Єдиний населений пункт приходу, що має статус більший за село.

## Географія
Джонсвіль розташоване в східній частині Луїзіани на місці злиття річок Вошито, Тенсас та Літл.
Джонсвіль розташований за координатами 31°37′11″ пн. ш. 91°50′17″ зх. д. / 31.61972° пн. ш. 91.83806° зх. д. (31.619585, -91.838154).  За даними Бюро перепису населення США в 2010 році місто мало площу 4,97 км², з яких 4,97 км² — суходіл та 0,00 км² — водойми.

## Демографія

### Перепис 2010
Згідно з переписом 2010 року, у місті мешкало 2265 осіб у 857 домогосподарствах у складі 563 родин. Густота населення становила 455 осіб/км².  Було 988 помешкань (199/км²).
Расовий склад населення:
| - 67,7 % — чорних або афроамериканців - 30,9 % — білих - 0,2 % — корінних американців |

До двох чи більше рас належало 0,5 %. Частка іспаномовних становила 1,4 % від усіх жителів.
За віковим діапазоном населення розподілялося таким чином: 28,5 % — особи молодші 18 років, 56,8 % — особи у віці 18—64 років, 14,7 % — особи у віці 65 років та старші. Медіана віку мешканця становила 35,7 року. На 100 осіб жіночої статі у місті припадало 86,4 чоловіків;  на 100 жінок у віці від 18 років та старших — 80,4 чоловіків також старших 18 років.
Середній дохід на одне домашнє господарство  становив 38 941 долар США (медіана — 24 063), а середній дохід на одну сім'ю — 48 259 доларів (медіана — 28 750). Медіана доходів становила 30 089 доларів для чоловіків та 22 656 доларів для жінок. За межею бідності перебувало 37,8 % осіб, у тому числі 59,2 % дітей у віці до 18 років та 23,3 % осіб у віці 65 років та старших.
Цивільне працевлаштоване населення становило 799 осіб. Основні галузі зайнятості: освіта, охорона здоров'я та соціальна допомога — 30,4 %, публічна адміністрація — 20,7 %, роздрібна торгівля — 16,0 %.

### Перепис 2000
Населення — 2469 осіб, 916 домогосподарств, 620 сімей. Расовий склад: білі — 39,8%, негри та афроамериканці — 59,2%, корінні американці — 0,3%, азіати — 0,1%, змішані раси — 0,7%, латиноамериканці (будь-якої раси) — 1,0%. 29,5% жителів були у віці молодше 18 років, 9,3% — від 18 до 24 років, 26,2% — від 25 до 44 років, 18,7% — від 45 до 64 років і 16,3% жителів були віком 65 років та старше. Середній вік жителя Джонсвілль становив 35,0 років. На кожні 100 жінок припадало 84,7 чоловіків, причому на кожні 100 повнолітніх жінок припадало 74,5 повнолітніх чоловіків. Середній дохід родини становив 23 462 долари на рік, 31,1% сімей та 36,8% жителів перебували за межею бідності.